# Sicherheiten-Treuhandvertrag
Als Sicherheiten-Treuhandvertrag werden im Wesentlichen Verträge bezeichnet, mittels denen einem Treuhänder Sicherheiten bestellt werden, die dieser zu Gunsten mehrerer Gläubiger hält und verwaltet, wobei der Treuhänder oft auch selbst einer der Gläubiger ist.
Ein Sicherheiten-Treuhandvertrag ist in weiten Teilen mit einem Sicherheitenpoolvertrag vergleichbar. Er unterscheidet sich vom Sicherheitenpoolvertrag insbesondere dadurch, dass keine Stillhaltevereinbarung (Moratorium) getroffen wird, neue zusätzliche Sicherheiten für die einbezogenen Kredite nicht automatisch in die Sicherheitentreuhand einzubringen sind und kein Saldenausgleich vorgesehen ist. Ein Sicherheiten-Treuhandvertrag dient insbesondere dazu, aus rechtlichen oder wirtschaftlichen Gründen nicht teilbare Sicherheiten allen beteiligten Kreditgebern zugänglich zu machen. Der Kreditnehmer kann z. B. auf Grund einer Gleichbehandlungsverpflichtung (Pari-passu-Klausel) zur sicherheitenmäßigen Gleichbehandlung der Kreditgeber verpflichtet sein, oder ein Kreditgeber hält bereits Sicherheiten, die auch anderen Kreditgebern in gleicher Weise zugänglich gemacht werden sollen.